# Олимпионики
«Олимпионики» — рисованный мультипликационный фильм.
Шутливая история Олимпийских игр.

## Создатели
| Автор сценария и Кинорежиссёр | Фёдор Хитрук |
| Художники-постановщики        | Владимир Зуйков, Людмила Кошкина |
| Композитор                    | Шандор Каллош |
| Кинооператор                  | Кабул Расулов |
| Звукооператор                 | Борис Фильчиков |
| Редактор                      | Раиса Фричинская |
| Консультант                   | В. Штейнбах |
| Директор съёмочной группы     | Натан Битман |
| Художники-мультипликаторы     | Юрий Норштейн, Виолетта Колесникова, Татьяна Померанцева, Галина Зеброва, Александр Мазаев, Алексей Букин, Владимир Вышегородцев, Иосиф Куроян |
| Рассказывает                  | Зиновий Гердт |

- Создатели приведены по титрам мультфильма.